# Crithidia
Crithidia é um gênero de protozoários tripanossomos encontrados nos intestinos dos artrópodes, especialmente insetos. Possui a forma morfológica de coanomastigota.
São transmitidos através das fezes, onde estão presentes na forma de cistos.

## Espécies
- Crithidia bombi
- Crithidia fasciculata
- Crithidia deanei
- Crithidia desouzai
- Crithidia oncopelti
- Crithidia guilhermei